# Мост Бараташвили
Мост Бараташвили (груз. ბარათაშვილის ხიდი) — мост через реку Куру в Тбилиси, Грузия. Соединяет район Авлабари со Старым Тбилиси и районом Мтацминда (через Площадь Свободы, улицы Пушкина и Бараташвили). Характерный образец архитектуры 1960-х гг.

## Расположение
Мост расположен в створе улицы Бараташвили, через мост идёт кратчайший путь в аэропорт Тбилиси. 
Выше по течению находится Саарбрюкенский мост, ниже — мост Мира. Рядом с мостом расположены президентский дворец, филиал Дома Юстиции

## Название
Первоначально мост назывался мостом Мухрани или Мухранским (груз. მუხრანის ხიდი), по названию района на правом берегу Куры, где находился дворец князей Багратион-Мухранских. Современное название присвоено мосту в 1966 году в честь грузинского романтического поэта Н. Бараташвили.

## История
В XVII веке на этом месте существовал Арагвский, или Мухранский мост. В XIX в. его уже не было. Устои этого моста были взорваны в 1911 году во время строительства металлического моста. При снижении уровня воды заметны остатки двух его устоев — левобережного и среднего, на расстоянии 20 м друг от друга.
Вопрос о постройке постоянного моста через Куру взамен паромной переправы на этом месте обсуждался ещё в 1880-х гг. 
В 1882 г. архитектор А. Уманский составил проект металлического моста. Однако тогда было решено построить мост у Верийского спуска. В 1906 г. проект Уманского был переработан инженерами Е. О. Патоном, А. И. Толчиным и П. В. Рабцевичем. В 1909—1911 гг. по этому проекту был построен металлический однопролётный мост. Торжественное открытие моста состоялось 24 апреля 1911 года в присутствии городского головы Тифлиса А. И. Хатисова.
Пролётное строение состояло из двух сквозных ферм системы двухшарнирной арки с затяжкой в уровне пят. Проезжая часть моста, подвешенная к фермам, состояла из продольных и поперечных клепаных балок. Тротуары были вынесены на консоли. По внешнему виду мост был схож с Большеохтинским мостом через Неву в Петербурге или железнодорожным мостом через Даугаву в Риге. Расчетный пролёт моста был 73 м, расстояние между осями ферм — 11,2 м, общая ширина моста составляла 17 м, ширина проезжей части — 11 м. Мост был предназначен для автогужевого, трамвайного и пешеходного движения. 
Его внушительные размеры, особенно размеры конструктивных ферм, выпадали из общего масштаба сложившейся застройки. Кроме того, из-за увеличения транспортного потока пропускная способность моста стала недостаточной. 
Существующий мост построен в 1963—1966 гг. по проекту инженера Г. Карцивадзе и архитекторов Ш. Кавлашвили и В. Куртишвили. Проект моста был отмечен III премией на Всесоюзном смотре достижений советской архитектуры, проведенном в 1967 г.
В 2008 г. на мосту установлены скульптуры «Молодость» (автор Г. Джапаридзе).

## Конструкция
Мост трехпролётный балочный. Пролеты моста перекрыты сборными, предварительно-напряженными неразрезными железобетонными балками с параллельными поясами. Из-за низких отметок подходов к мосту такая конструкция оказалась наиболее выгодной. Центральный пролёт перекрывает русло реки, два боковых — проезды вдоль набережных. В устоях моста под проезжей частью размещены встроенные подземные помещения — кафе и небольшой выставочный зал (на левом берегу). Промежуточные опоры монолитные железобетонные, выполнены в виде сужающихся вниз Т-образных рам. Особенность моста — размещение тротуаров в два яруса. Общая длина моста составляет 150 м, ширина — 26 м.
Мост предназначен для движения автотранспорта и пешеходов. Проезжая часть включает в себя 6 полос для движения автотранспорта. Покрытие проезжей части и тротуаров — асфальтобетон. Перильное ограждение металлическое сварное. С верховой стороны правого берега у моста установлена мемориальная доска, посвященная Мухранскому мосту.

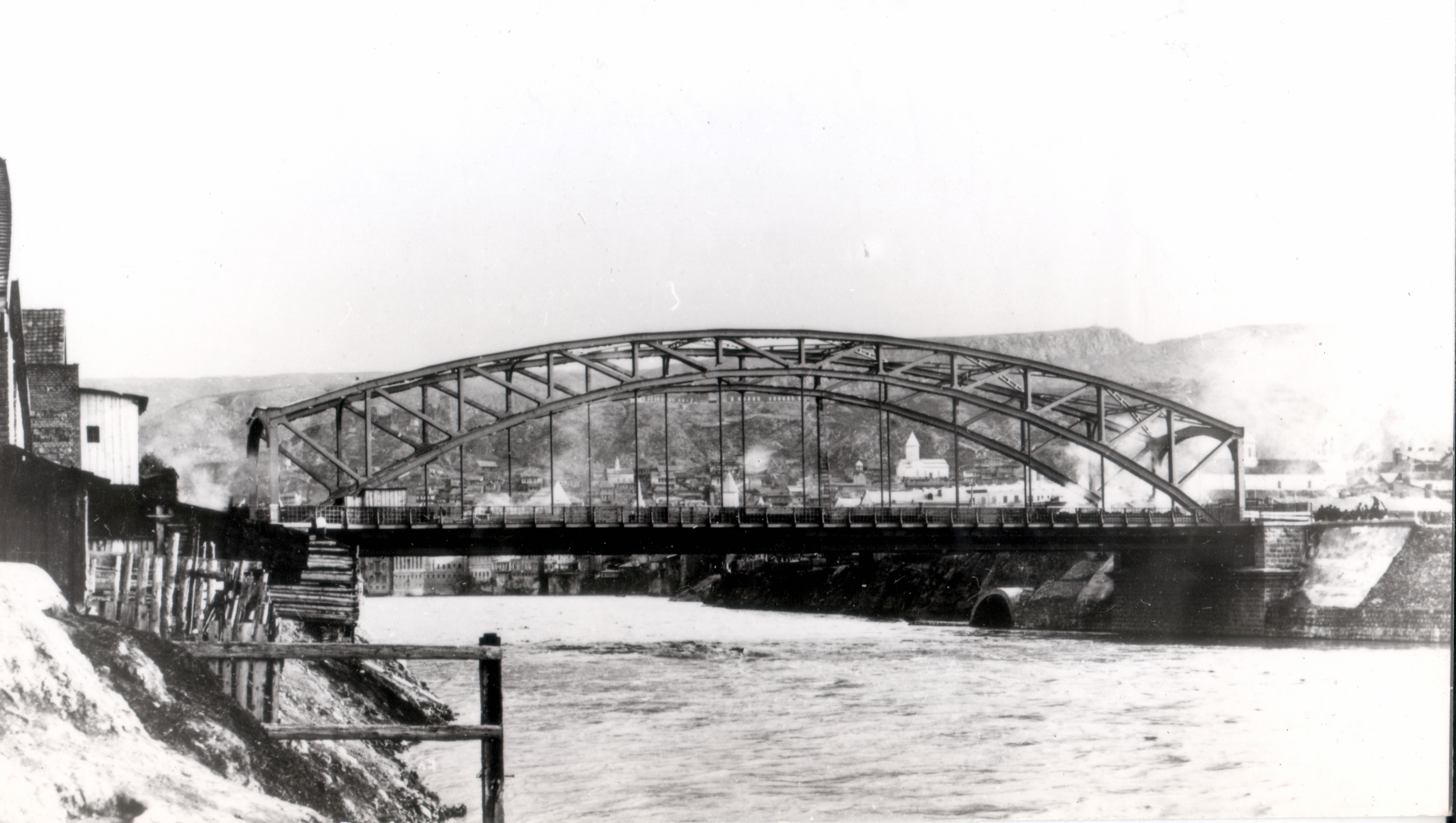
Мухранский мост
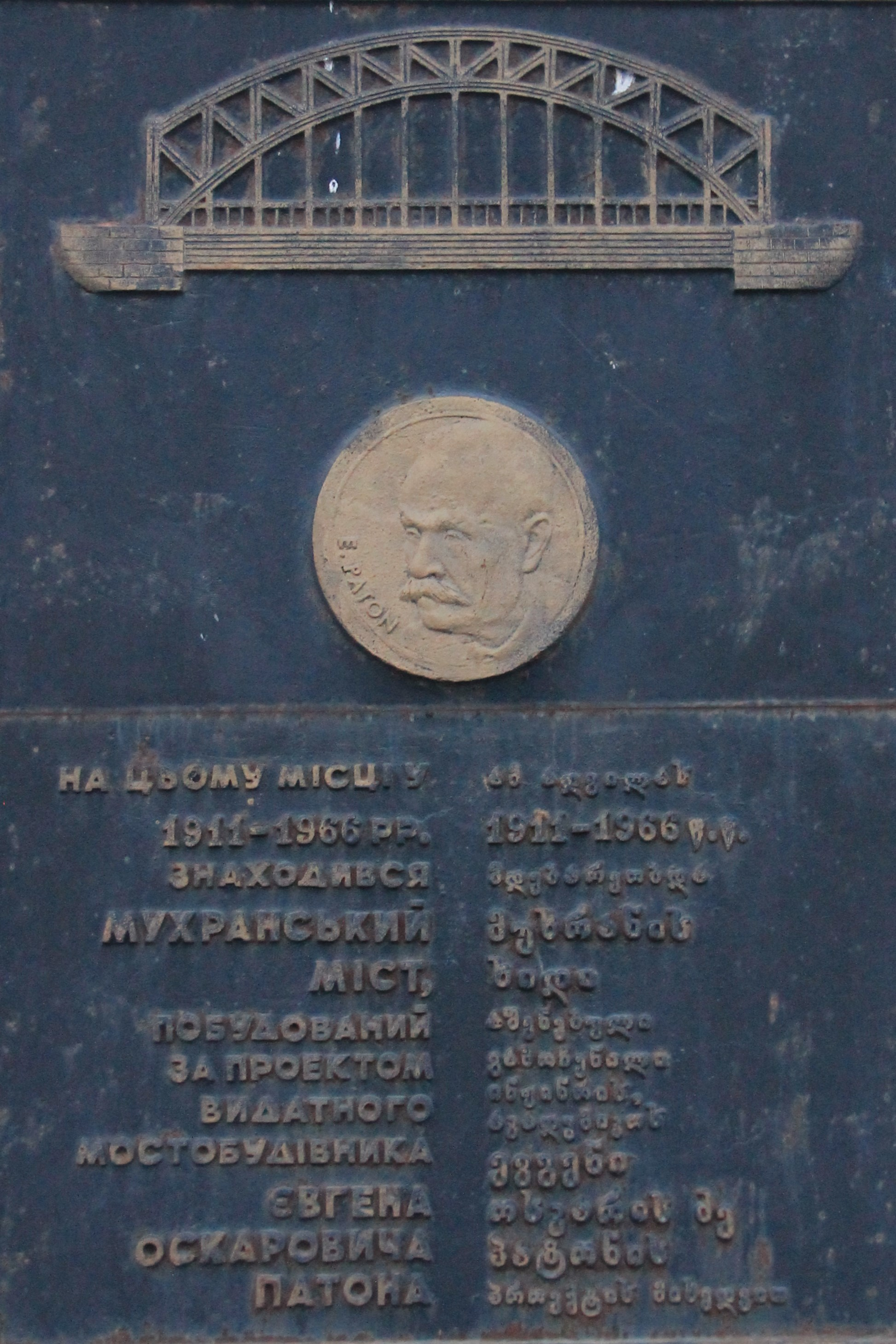
Памятная доска
Скульптуры на мосту
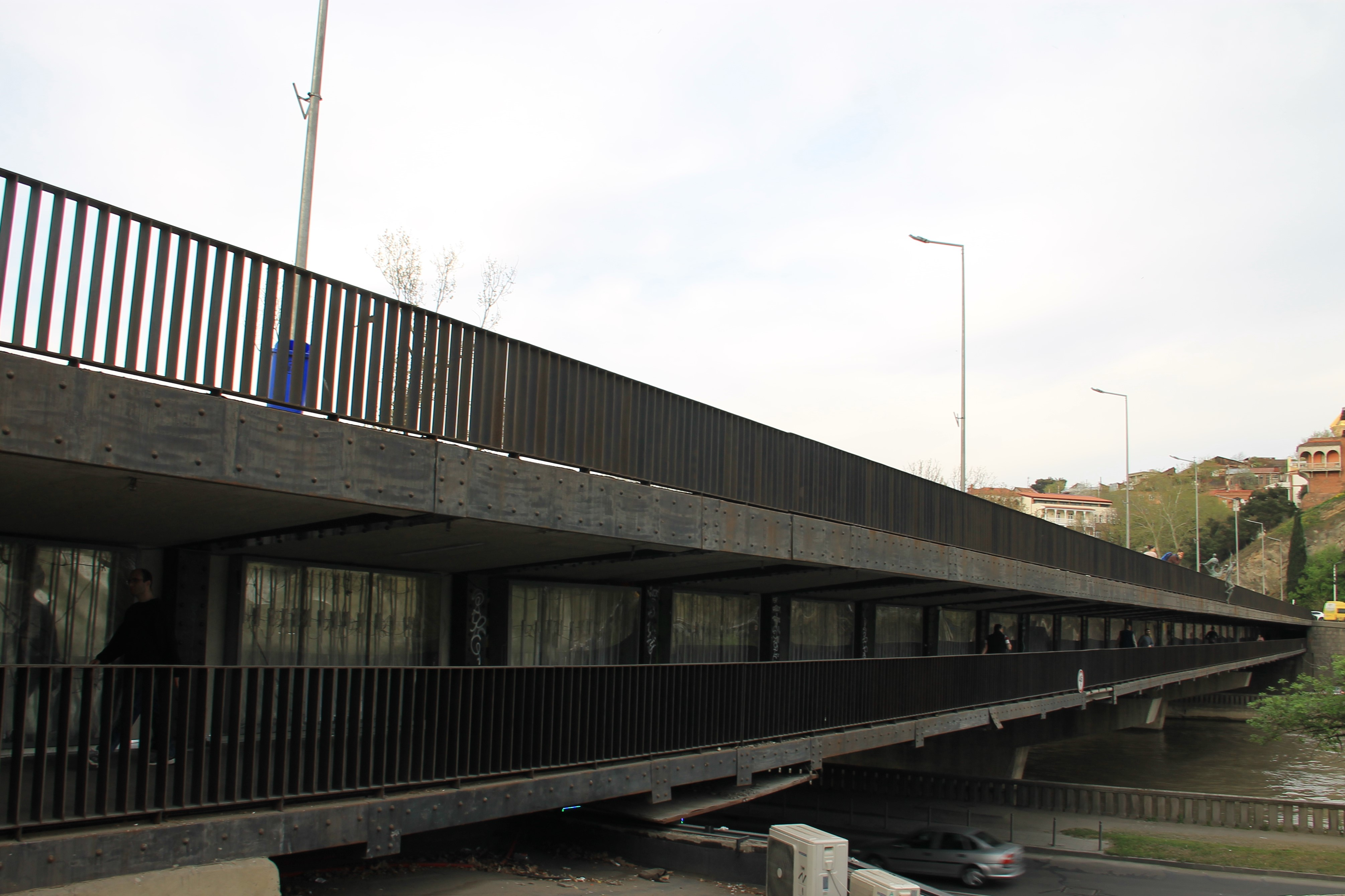
Мост Бараташвили